# Euripus euploeina
Euripus euploeina är en fjärilsart som beskrevs av Hans Fruhstorfer 1914. Euripus euploeina ingår i släktet Euripus och familjen praktfjärilar. Inga underarter finns listade i Catalogue of Life.